# 清水車站 (愛知縣)
清水車站（日语：／ Shimizu eki */?）是位於愛知縣名古屋市北區清水2丁目，為名鐵瀨戶線車站之一。

## 車站結構
為2面2線側式月台之高架車站。

### 月台配置
| 月台 | 路線   | 方向 | 目的地               |
| ---- | ------ | ---- | -------------------- |
| 1    | 瀨戶線 | 下行 | 大曾根、尾張瀨戶方向 |
| 2    | 瀨戶線 | 上行 | 榮町方向             |

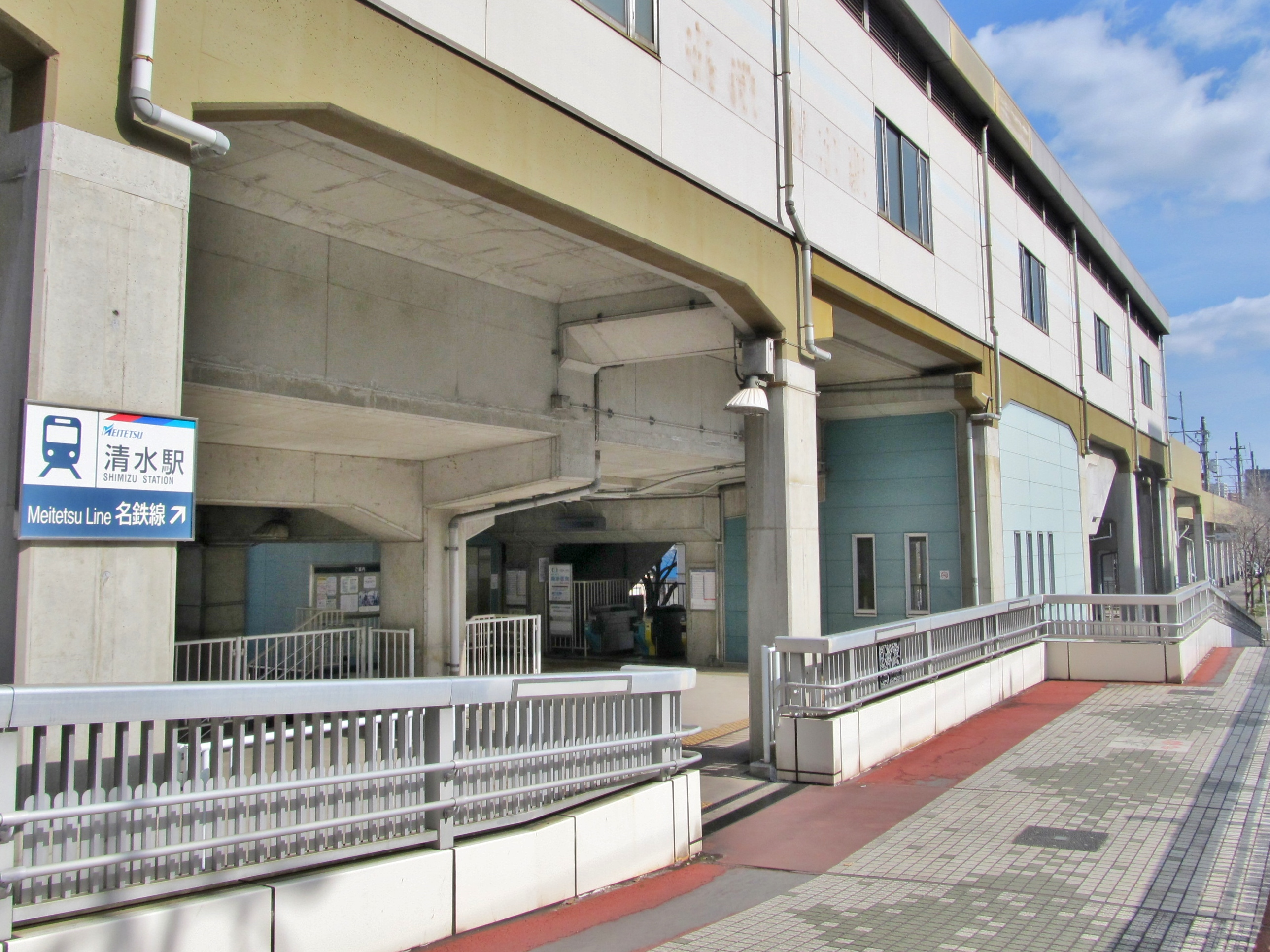
行人天橋與接續口
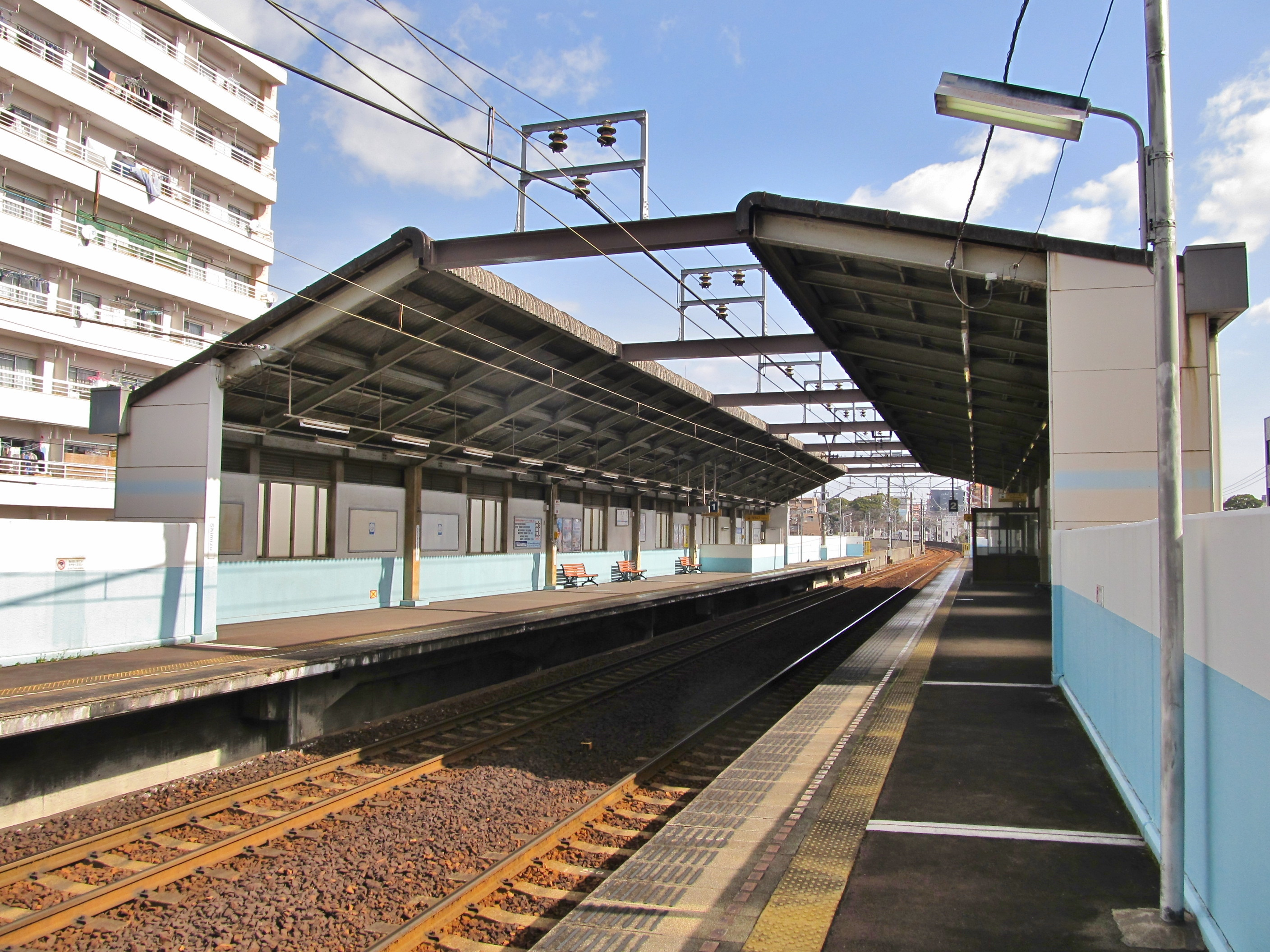
月台
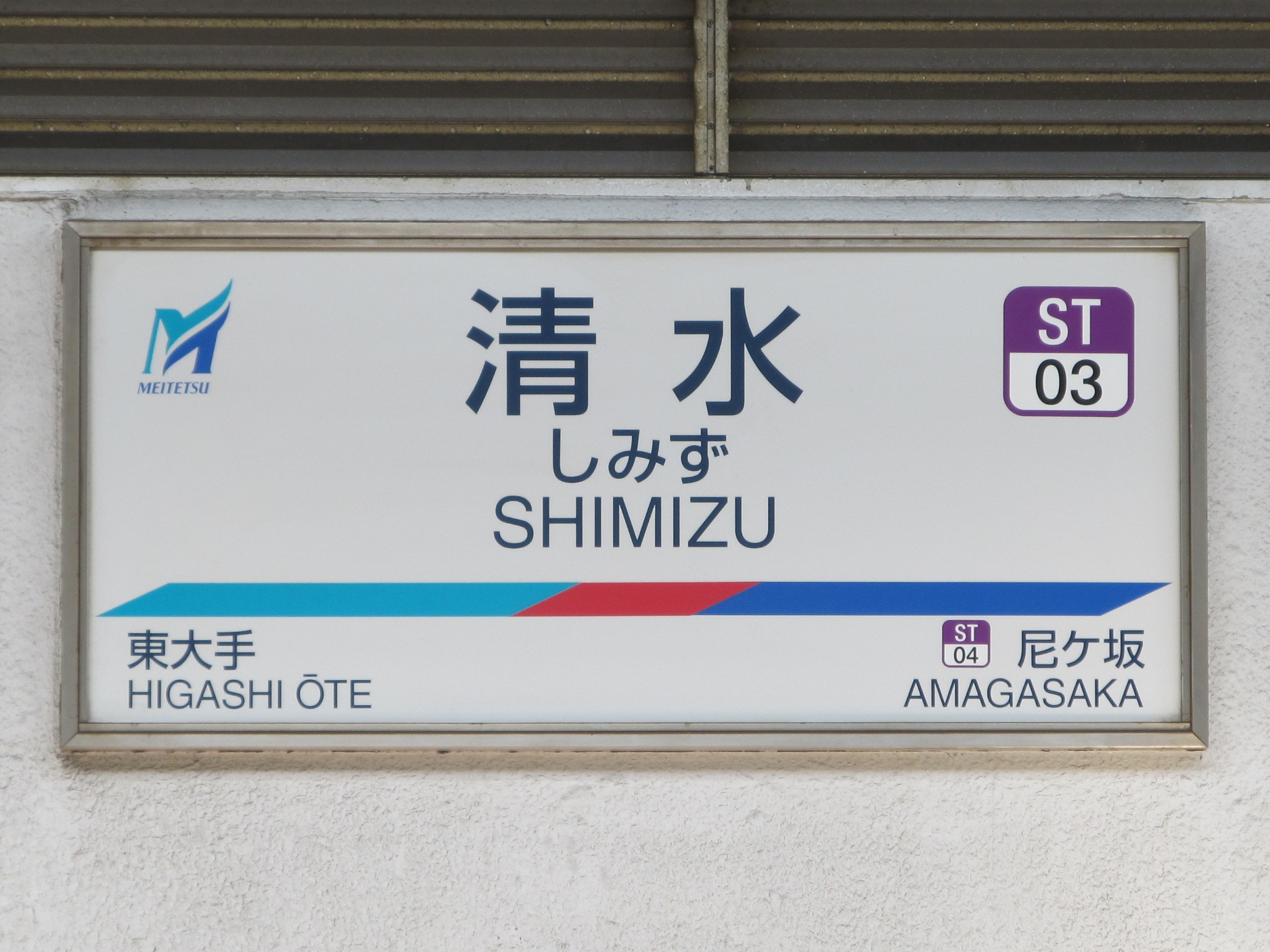
站名牌

### 配線圖
| ← 大曾根、 尾張瀨戶方向 | 清水站 構內配線略圖 | → 榮町方向 |
| 图例 参考文献：         |                     |            |

## 相鄰車站
名古屋鐵道
 瀨戶線
■急行、■準急
通過
■普通
東大手（ST02）－清水（ST03）－尼坂（ST04）
瀨戶線（直通榮町工程開始以前）
土居下－清水－尼坂

## 外部連結
- 清水 - 名古屋鐵道